# Chiesa di Santa Caterina (Eindhoven)
La chiesa di Santa Caterina è una chiesa parrocchiale cattolica sita nella città olandese di Eindhoven.

## Storia
L'edificio è stato eretto nel tra il 1861 e il 1867, per sostituire il precedente luogo di culto di epoca medioevale su progetto di Pierre Cuypers. Il progettista, nell'ideare l'edificio, è stato influenzato dallo stile gotico francese, riprendendo lo stile degli edifici di culto di Reims e di Chartres. Durante la seconda guerra mondiale, nel 1942, la chiesa ha subito dei danni ingenti a seguito di un bombardamento aereo, per poi venire restaurata nel dopoguerra.

## Descrizione
La chiesa ha la pianta a croce latina, con tre navate. Sono presenti due torri, entrambe alte 70 metri. Quella posta a sud è dedicata a Maria, rappresentando la torre d'avorio. L'altra torre è stata progettata da Cupers con merli e torrette, dandogli così un aspetto di torre con funzioni difensive; ciò per richiamare nell'osservatore la torre di Davide, simbolo di forza. Nella chiesa sono presenti diversi rosoni con dei riferimenti alla ruota, attributo riferito alla santa a cui è stata dedicata la chiesa.